# Ennio Candotti
Ennio Candotti (Roma, Itália, 12 de fevereiro de 1942 – Manaus, 6 de dezembro de 2023) foi um físico, pesquisador e professor universitário brasileiro. Foi professor na Universidade Federal do Rio de Janeiro de 1974 a 1996 e se destacou como presidente da Sociedade Brasileira para o Progresso da Ciência (SBPC) por quatro mandatos.

## Biografia
Nascido na Itália em 1942, Candotti emigrou para São Paulo ainda jovem, com dez anos. Estudou física na Universidade de São Paulo, em São Paulo, de 1960 a 1964, e também na Universidade de Nápoles, em Nápoles, Itália (1970–71). De 1966 a 1968 especializou-se em física teórica na Universidade de Pisa (teoria da relatividade), em física matemática na Universidade de Munique, em Munique, Alemanha (1968-1969) e novamente em sistemas dinâmicos na Universidade de Nápoles.
De 1974 a 1995, Candotti foi professor da Universidade Federal do Rio de Janeiro. Foi professor da Universidade Federal do Espírito Santo, em Vitória, estado do Espírito Santo. Naturalizou-se brasileiro em 1983.
Exerceu quatro mandatos como presidente da Sociedade Brasileira para o Progresso da Ciência, a maior associação científica do país, e editor da Ciência Hoje, sua revista de divulgação científica. Por suas atividades nesta área recebeu o Prêmio Kalinga 1999 concedido pela Organização das Nações Unidas para a Educação, a Ciência e a Cultura (UNESCO). Foi também presidente da União Internacional para Comunicadores Científicos, criada em 2002 em Mumbai, na Índia.
Era presidente de Honra da SBPC desde 2001. Em 2001 recebeu o título de Doutor Honoris Causa da Universidade Federal de Campina Grande. Membro do conselho de editores de Ciência Hoje desde sua criação em 1982 até 1996, contribuiu em 1986 para a criação da revista de divulgação cientifica para crianças Ciência Hoje das Crianças.
Aposentado em 2008, transferiu-se para a Universidade do Estado do Amazonas, onde foi professor de 2009 a 2012. Foi professor voluntário da Universidade Federal do Amazonas (2013 - 2016) e criou em Manaus, na Reserva Florestal A. Ducke, em 2009, o Museu da Amazônia (MUSA) e o Jardim Botânico a ele associado. Desde então era seu diretor-geral.
Foi membro do Conselho Nacional de Ciência e Tecnologia de 2003 a 2007; e de 2011 a 2015.
Foi membro do Conselho de Desenvolvimento Econômico e Social (CDES), em 2023, durante o Governo Lula.

## Morte
Candotti faleceu em Manaus, capital do Amazonas, no dia 6 de dezembro de 2023, aos 81 anos. Diversas entidades e personalidades nacionais lamentaram a perda e a SBPC declarou luto oficial em sua homenagem.
O presidente do Brasil, Luiz Inácio Lula da Silva, em publicações nas redes sociais, prestou condolências à família: 
| “ | Sempre foi comprometido com o desenvolvimento científico brasileiro e a preservação do meio ambiente. Aos seus familiares, amigos e alunos minha solidariedade neste momento de tristeza e saudade. | ” |

## Publicações
- CANDOTTI, E.; COCHO, G.; MONTEMAYOR, R. Thermal Gohost fields and unstable systems. </nowiki>Nuovo Cimento Della Societa Italiana di Fisica B - General Physics</nowiki>, Bologna, v. 106B, p. 13–22, 1990.
- CANDOTTI, E.; PALMIERI, C.; VITALE, B. Universal Noether's nature of infinitesimal transformations in Lorentz covariant field theories. </nowiki>Il Nuovo Cimento, Bologna, v. 7A, p. 271–279, 1972.
- CANDOTTI, E.; PALMIERI, C.; VITALE, B. On the inversion of Noether theorem in classical dynamical systems. American Journal of Physics, EUA, v. 40.3, p. 424–427, 1972.
- CANDOTTI, E.; PALMIERI, C.; VITALE, B. On the inversion of Noether Theorem in Lagrangian Formalism. Il Nuovo Cimento, Bologna, v. 70, p. 233–239, 1970.